# Liste der Gesundheits- und Sozialminister Namibias
Dies ist eine Liste der Gesundheits- und Sozialminister Namibias.

## Minister
| Nr.                                                                                | Foto                                                                               | Name                                                                               | Lebensdaten                                                                        | Partei                                                                             | Kabinett                                                                           | Amtszeit (Beginn)                                                                  | Amtszeit (Ende)                                                                    |
| Minister für Gesundheit und Soziale Dienste Minister of Health and Social Services | Minister für Gesundheit und Soziale Dienste Minister of Health and Social Services | Minister für Gesundheit und Soziale Dienste Minister of Health and Social Services | Minister für Gesundheit und Soziale Dienste Minister of Health and Social Services | Minister für Gesundheit und Soziale Dienste Minister of Health and Social Services | Minister für Gesundheit und Soziale Dienste Minister of Health and Social Services | Minister für Gesundheit und Soziale Dienste Minister of Health and Social Services | Minister für Gesundheit und Soziale Dienste Minister of Health and Social Services |
| ---------------------------------------------------------------------------------- | ---------------------------------------------------------------------------------- | ---------------------------------------------------------------------------------- | ---------------------------------------------------------------------------------- | ---------------------------------------------------------------------------------- | ---------------------------------------------------------------------------------- | ---------------------------------------------------------------------------------- | ---------------------------------------------------------------------------------- |
| 01                                                                                 |                                                                                    | Nickey Iyambo                                                                      | 1936–2019                                                                          | SWAPO                                                                              | Nujoma I                                                                           | 1990                                                                               | 1995                                                                               |
| 01                                                                                 | Nujoma II                                                                          | Nickey Iyambo                                                                      | 1936–2019                                                                          | SWAPO                                                                              | 1995                                                                               | 1996                                                                               |                                                                                    |
| 02                                                                                 |                                                                                    | Libertina Amathila                                                                 | 1940–                                                                              | SWAPO                                                                              | Nujoma II                                                                          | 1996                                                                               | 2000                                                                               |
| 02                                                                                 | Nujoma III                                                                         | Libertina Amathila                                                                 | 1940–                                                                              | SWAPO                                                                              | 2000                                                                               | 2005                                                                               |                                                                                    |
| 03                                                                                 |                                                                                    | Richard Kamwi                                                                      | 1950–                                                                              | SWAPO                                                                              | Pohamba I                                                                          | 2005                                                                               | 2010                                                                               |
| 03                                                                                 | Pohamba II                                                                         | Richard Kamwi                                                                      | 1950–                                                                              | SWAPO                                                                              | 2010                                                                               | 2015                                                                               |                                                                                    |
| 04                                                                                 |                                                                                    | Bernard Haufiku                                                                    | 1966–                                                                              | SWAPO                                                                              | Geingob I                                                                          | 2014                                                                               | 2018                                                                               |
| 05                                                                                 |                                                                                    | Kalumbi Shangula                                                                   | 1948–                                                                              | SWAPO                                                                              | Geingob I                                                                          | 2018                                                                               | 2020                                                                               |
| 05                                                                                 | Geingob II Mbumba                                                                  | Kalumbi Shangula                                                                   | 1948–                                                                              | SWAPO                                                                              | 2020                                                                               | 2025                                                                               |                                                                                    |
| 06                                                                                 |                                                                                    | Esperance Luvindao                                                                 |                                                                                    | SWAPO                                                                              | Nandi-Ndaitwah                                                                     | 2025                                                                               |                                                                                    |